# Dall'odio all'amore
Dall'odio all'amore (The Barricade) è un film muto del 1917 diretto da Edwin Carewe e sceneggiato da June Mathis su un soggetto di Hamilton Smith. Prodotto dalla Rolfe Photoplays, il film aveva come interpreti Mabel Taliaferro, famosa attrice teatrale, e Frank Currier, Clifford Bruce, Robert Rendel, Emile Collins, Lorna Volare, Mary Doyle. La fotografia si deve a John Arnold.

## Trama
Amos Merrill, il nuovo presidente della Securities Company, compagnia aziendale leader a Wall Street, sentendosi minacciato dal giovane John Cook, inizia a speculare usando i fondi fiduciari da lui controllati. Ma i suoi investimenti si rivelano un disastro, finendo per mandarlo sul lastrico. Per giustificarsi delle sue disgrazie con la figlia Hope, le dice che a rovinarlo è stato Cook. Così, quando qualche tempo dopo Hope incontra Cook, la giovane progetta di vendicare il padre. Ignorando che Cook ha salvato Merrill dalle accuse e ha ripagato i suoi debiti dopo averlo mandato a curarsi per recuperare la salute, Hope sposa Cook, ma solo per rendendogli la vita impossibile. Giunge a mettersi a complottare con Gerald Hastings, un rivale in affari del marito, decisa a rovinarlo completamente per ottenerne il controllo dei beni. Quando Amos ritorna, resta sbalordito da ciò che Hope ha fatto e le rivela la verità e di come il colpevole di tutto sia proprio lui che le aveva mentito accusando falsamente Cook. Hope, pentita, chiede perdono al marito e, con lui, parte per il West dove i due inizieranno insieme una nuova vita.

## Produzione
Il film fu prodotto dalla Rolfe Photoplays.

## Distribuzione
Il copyright del film, richiesto dalla Rolfe Photoplays, Inc., fu registrato il 1º marzo 1917 con il numero LP10277.
Distribuito dalla Metro Pictures Corporation [A Metro Wonderplay], il film - presentato da B.A. Rolfe - uscì nelle sale cinematografiche statunitensi il 5 marzo 1917. In Italia venne distribuito dalla Mundus nel 1920 con il visto di censura 14971.
Non si conoscono copie ancora esistenti della pellicola che viene considerata presumibilmente perduta.